# Município de Washington (condado de Shelby, Ohio)
O município de Washington (em inglês: Washington Township) é um município localizado no condado de Shelby no estado estadounidense de Ohio. No ano de 2010 tinha uma população de 2.010 habitantes e uma densidade populacional de 30,9 pessoas por km².

## Geografia
O município de Washington encontra-se localizado nas coordenadas 40° 14′ 54″ N, 84° 15′ 29″ O. Segundo a Departamento do Censo dos Estados Unidos, o município tem uma superfície total de 65.04 km², da qual 63.88 km² correspondem a terra firme e (1.78%) 1.16 km² é água.

## Demografia
Segundo o censo de 2010, tinha 2.010 habitantes residindo no município de Washington. A densidade populacional era de 30,9 hab./km². Dos 2.010 habitantes, o município de Washington estava composto pelo 97.31% brancos, o 0.9% eram afroamericanos, o 0.3% eram amerindios, o 0.15% eram asiáticos, o 0.05% eram insulares do Pacífico, o 0.05% eram de outras raças e o 1.24% pertenciam a duas ou mais raças. Do total da população o 0.7% eram hispanos ou latinos de qualquer raça.